# Nonnosos
Nonnosos (en grec : Νόννοσος) fut un ambassadeur byzantin sous Justinien Ier. On lui doit un rapport sur sa mission dans la région de la mer Rouge qui a survécu sous forme de fragments dans les textes du patriarche Photius Ier de Constantinople.

## Biographie
Nonnosos naquit vers l’an 500 dans une famille, probablement d’origine syrienne  mais vivant à Constantinople, ayant conduit de nombreuses missions diplomatiques pour le compte des empereurs byzantins et entretenant des liens étroits avec les populations arabes lakhmides (sud de l’Irak) et kindites (Arabie saoudite). Son grand-père paternel, Euphrasius, fut envoyé auprès du chef kindite al-Ḥārith en 502 par l’empereur Anastase, alors que son père, le prêtre Abramius, conduisit une délégation auprès du roi lakhmide al-Mundhir III en 523/524 sous Justin Ier, puis auprès du chef kindite Qays en 528 et en 531/532 sous Justinien Ier. Lui-même fut envoyé auprès de Qays en 530 ainsi qu’auprès du roi d’Éthiopie Ella Άṣbeḥa. 

## Œuvre
C’est ce rapport de mission qui nous est parvenu sous forme d’un fragment dans les écrits du patriarche Photius. Nonnosos dut terminer son rapport en 532 puisqu’il mentionne la deuxième ambassade de son père en 531/532, mais que sa propre ambassade est mentionnée dans la troisième édition de l’Histoire de Malalas datant de 533. Le même rapport fut utilisé par Jean Malalas et Théophane le Confesseur,. 
L’ambassade de Nonnosos avait trois objectifs : l'ambassadeur devait d’abord convaincre Qays de se rendre à Constantinople auprès de l’empereur, il devait ensuite se diriger vers l’Éthiopie pour convaincre le roi Ella Άṣbeḥa de s’allier avec Byzance contre les Perses avant de se rendre au Yémen convaincre les vassaux himyarites du même roi de lancer de telles attaques. Il échoua dans sa première mission, mais mentionne que son père eut plus de succès dans une ambassade subséquente. Après avoir traversé la mer Rouge, il remonta le Nil jusqu’à la capitale éthiopienne d’Axoum où Ella Άṣbeḥa accepta que les Himyarites fassent des incursions en pays perse. De là il se rendit au Yémen chez ces derniers qui, effectivement, lancèrent des excursions contre les Perses.
Son récit, très exotique, raconte ses aventures (dans lesquelles, selon Photius, il exagère peut-être son propre courage) et abonde en descriptions concernant la religion des Arabes (pré-islamique), les patois locaux, les éléphants et les Pygmées,.

### Sources primaires
- (la) Karl Müller, Theodor Müller et Jean-Antoine Letronne (dir.), Fragmenta historicorum graecorum, vol. 4, Paris, Firmin Didot, 1860 (lire en ligne), p. 178-180 (texte original grec avec traduction latine).
- R. Henry, Photius, Bibliothèque, t. V (Codices 230–241), Paris, Les Belles Lettres, coll. « CUF, série grecque », 2003 (ISBN 978-2-251-32224-7).

### Sources secondaires
- (en) I. Kawar, « Byzantium and Kinda », Byzantinische Zeitschrift, vol. 53,‎ 1960, p. 57-73.
- (en) Alexander Kazhdan (dir.), Oxford Dictionary of Byzantium, New York et Oxford, Oxford University Press, 1991, 1re éd., 3 tom. (ISBN 978-0-19-504652-6 et 0-19-504652-8, LCCN 90023208).
- (en) Sergei Mariev, « Nonnosos », dans R. G. Dumphy (dir.), Encyclopedia of the Medieval Chronicle, Leiden et Boston, Brill, 2010 (ISBN 9789004184640, lire en ligne), p. 1154-1155.
- (en) Warren Treadgold, The Early Byzantine Historians, Londres, Palgrave Macmillan, 2010 (1re éd. 2007), 432 p. (ISBN 978-0-230-24367-5).
- (en) A. A. Vasiliev, History of the Byzantine Empire, Madison, The University of Wisconsin Press, 1952, 846 p. (ISBN 978-0-299-80925-6, lire en ligne).